# Mary Uranta
Mary Data Uranta, nom de scène Mary Uranta, née à Port Harcourt au Nigeria, est une actrice du cinéma Nollywood. Elle est également productrice, mannequin, chanteuse et femme d'affaires. Elle est également ambassadrice pour la paix à l'ONU. En 2000, elle commence sa carrière cinématographique, par un rôle dans le film Girls Hostel. Elle crée la fondation Mary Uranta, une organisation caritative qui aide à améliorer la vie des enfants défavorisés d'Opobo.

## Filmographie
La filmographie de Mary Uranta, comprend les films suivants :
| Year | Film               | Role  | Notes                                      |
| ---- | ------------------ | ----- | ------------------------------------------ |
| 2000 | Girls Hostel       |       | avec Uche Jombo & Olu Jacobs               |
| 2006 | Secret Mission     |       | avec Chioma Chukwuka & Desmond Elliot (en) |
| 2007 | The Love Doctor    | Ebere | avec Jackie Appiah                         |
| 2007 | The Love Doctor 2  | Ebere | avec Jackie Appiah                         |
| 2011 | Gallant Babes      | Gift  | avec Mercy Johnson                         |
| 2011 | Gallant Babes 2    | Gift  |                                            |
| 2013 | Nation Under Siege |       | avec Majid Michel, Pascal amanfo           |